# MCU (ラッパー)
MCU（エムシーユー、1973年8月1日 - ）は、東京都豊島区巣鴨出身のヒップホップMC、ソングライター、俳優である。本名は小泉 雄志。
芸名の由来は、本名の雄志およびビースティ・ボーイズのMCAから。KICK THE CAN CREW及びマツリルカ、SEALのMC担当。愛称は「雄志くん」。所属レコード会社はBMG JAPAN。FUNKY GRAMMAR UNIT、神輿ロッカーズ、DJとしてTRIBAL FRUITS CAFEの一員。かつてはU、MC Uという名で活動していた。現在はKICK THE CAN CREWのLITTLEと共にULのMCとして活動している。プロデューサーは同じくKICK THE CAN CREWのKREVAである。既婚。

## 来歴
RUN D.M.C.の「WALK THIS WAY」のミュージック・ビデオを見て、MCを志す。
1987年、文京区立第十中学校からの同級生であったDJ TATSUTAらと共にRADICAL FREAKSを結成（グループ名の一部はラジカル・ガジベリビンバ・システムから）。音楽活動に集中するため、高校には進学しなかった。その後、アンダーグラウンドで長く活動し、オムニバスアルバム『悪名』に収録されている「地下室」で存在を知らしめ、東京U家族での活動でスキルを磨く（結成当初、自身が結婚したら解散と言っており、その後結婚したため解散）。
1997年から活動を開始したKICK THE CAN CREWでは、MCを担当。一方で2002年には、MCU feat.浜崎貴司で「幸せであるように」をリリース。2004年6月にはKICK THE CAN CREWの活動休止後、再び浜崎貴司と組んで7月28日に「サーフライダー」、2005年3月には、THE BOOMの宮沢和史とのシングル「ありがとう」をリリース。5月には、全曲がフィーチャリングとなるアルバム『A Peacetime MCU』をリリース。
7月には浜崎貴司とマツリルカを結成してシングルを1枚、マツリルカ&アリスとしてシングルを2枚リリース。
2006年5月には、初のソロ名義で「MCU in WONDERLAND e.p.」をリリースし、ソロ活動を開始。
映画『2番目の彼女』で俳優デビューの後、『明日の記憶』にも出演し、『木更津キャッツアイ ワールドシリーズ』では、出演だけでなく、木更津キャッツアイ feat.MCU名義でシングル「シーサイド・ばいばい」をリリースしている。HOOK（サビ）以外のパートを全てソロで歌い、KICK THE CAN CREWのメンバーとしては唯一（現在）のシングルオリコン1位を獲得した。
2007年、福岡ソフトバンクホークスの川﨑宗則内野手が本拠地福岡ヤフオク!ドームのバッターボックスに立つ際に流れるテーマソングに「サヨナラ」という楽曲を提供。3月7日のオープン戦（対横浜ベイスターズ）が行われたヤフオク!ドームで、巣鴨のジャイロボーイと紹介され、背番号52のユニフォームを着て始球式を行い、仁志敏久内野手に対しジャイローを投球した。6月には2年ぶりとなるアルバム『A.K.A』を発売し、自身のHPをリニューアルした。9月からMCU TOUR 2007 『A.K.A HipHop Hallelujah』というアルバムツアーを福岡（Drum Be-1）、大阪（BIG CAT）、東京（LIQUIDROOM）で行った。
2009年にはGLAYのTERUとのコラボ、2010年には自身初のベスト・アルバムをリリース。THE BOOMからサンプリングした「berangkat-ブランカ-」「真夏の奇蹟」の2作を配信リリース。ケツメイシのRyojiを客演に据えた楽曲「いいわけ」がレコチョクでデイリーランキング6位になる。
いとうせいこう・THE BOOMのトリビュート・アルバムに参加。ゲーム風な音楽「チップチューン」グループ「ファミリーコンティニュー」での活動を始めた。
自身の好きなゲームと深く関わった新しい音楽活動を展開しており、2018年には　人気野球ゲーム「ファミスタ」とのコラボ楽曲を発表した。
2019年は人気ゲーム「ロックマン」の楽曲に客演。中古のゲームなどを販売している「ハードオフ」の店内BGMおよびシングルをリリースした。
2021年には、ゲーム「R-TYPE Final 2 Special Chronicle BOX」のシューティング「R-TYPE」シリーズの最新作にあたる「R-TYPE FINAL 2」のテーマソングを担当。同年6月には、セガとのコラボミニアルバムを発表した。

## 人物・エピソード
- 元々はロック畑の出身で、ヘヴィメタルと邦楽ロックを好む。今はアシッドハウス、テクノなども聴く。またイカ天世代で、特にTHE BOOMとFLYING KIDSの大ファンとして知られる。ソロ作品では、FLYING KIDSの浜崎貴司を迎えた。
- 大のゲーム好きで、デビュー前はゲームセンターでアルバイトをしていた。自宅にはセガのゲームソフトのコレクションがある。セガフェス2018を訪れた際も、セガグループの中途採用募集のパンフレットを見て、知り合いのセガ社員に中途入社に関して問い合わせていたという[2][3]。
- 料理が得意で、雑誌「オレンジページ」で取り上げられた。
- KICK THE CAN CREWのメンバーとしては 唯一の（2021年現在）シングルオリコン1位を獲得している。
- 2007年8月1日に34歳となり、バースデーパーティーが行われ、同級生のDJ TATSUTAとTAICHI MASTER、安田大サーカスの団長、クロちゃんらが参加した。団長から「団長なりきりセット」をプレゼントされ、赤い褌姿となった。
- 最も影響を受けたラッパーとしていとうせいこうを挙げている。
- ラッパ我リヤのMC Qは、中学校時代の後輩である。後に、自身の楽曲「SUGAMO-B 其の弐」で共演。
- お笑い芸人のフジタと仲がよく、ゲーム愛好家としての共通点もあり、YouTubeで共演することもある。
- 大のアニメ好きで、特に「アルプスの少女ハイジ」と「フランダースの犬」を愛好する。
- ミュージック・ビデオやライブで必ず股間を触るが、曰くマイケル・ジャクソンを意識してのこと。
- 右肩から腕に刺青がある。特に、胸にはSEGAロゴの刺青も入れている。
- 後輩のMC8bit（ファミリーコンティニュー）は背格好や顔つき、声、仕草に至るまで、全てにおいてUに非常に良く似ており、ファンの間では同一人物であるという見解が濃厚であった。 2020年2月6日、2人が同時に写っている写真を複数人がSNSに投稿したため別人だと思われたが、2020年7月22日のYouTubeライブで急にMC8bitがUに変わるなど怪しい部分もあり、長い間はっきりしていなかった。 しかし、2021年3月13日放送の「有吉反省会」での本人の発言により、二人が同一人物であることがようやく確定した。

## ディスコグラフィー
KICK THE CAN CREW・マツリルカ・ファミリーコンティニュー・UL・MCU＆MC卓志ぃぃeeeee！・ピコビットブラザーズはそれぞれの項目を参照

### シングル
（）内はフィーチャリングしたアーティスト。
1. 幸せであるように（浜崎貴司） 2002年12月23日
2. サーフライダー（浜崎貴司） 2004年7月28日
3. ありがとう（宮沢和史） 2005年3月9日
4. MCU in WONDERLAND e.p. 2006年5月17日
5. nukumori 2006年11月22日
6. omoide 2007年3月21日
7. サヨナラ 2007年5月23日
8. SUPERSTAR 2009年1月21日
9. ギミギミ・ナイトフィーバー2009年12月2日
10. ファミスタ エボリューション 2018年8月2日
11. ラブハドフ 2019年12月17日（ハードオフ限定リリース）
12. DearGamers （綿引さやか） 2022年4月8日
13. 笑い合う時 （YMCK,MCU） 2022年8月8日
14. シティ コネクション イーピー 2024年8月3日

### アルバム
1. A Peacetime MCU 2005年5月11日
2. A.K.A 2007年6月20日
3. SHU・HA・RI〜STILL LOVE〜 2009年3月11日
4. BEST OF MCU 2010年2月10日
5. MCU x SEGA Sound Collection 2021年6月
6. 燃えろ!!プロラップ 2024年8月3日
7. シティコネクションイーピー 2024年8日3日
8. 燃えろ!!プロラップ令和決定版 2025年3月2日

### シングル曲の客演
1. 175R:ORANGE
2. YELL FROM NIPPON:友情のエール
3. 木更津キャッツアイ feat.MCU:シーサイド・ばいばい
4. Rocket Queen feat. MCU/Rock Away : TEAM SHACHI

### 楽曲参加など
（）内はMCUが参加したアーティスト。
- time after time 〜KREVA Remix feat MCU〜（EARTH） - ラップパートを担当。シングル『time after time 〜HIP HOP SOUL Version〜』に収録
- ORANGE  （175R） - ラップパートを担当。アルバム『MELODY』及びシングル『ORANGE』に収録
- ギター侍のうた〜REMIX〜（波田陽区） - リミックスを担当。アルバム『ギター侍のうた弐〜完全保存盤〜』に収録
- ウィークエンド・シャッフル（Rhymester） - アルバム『HEAT ISLAND』に収録
- 手のひら - 映画『LAST DAYS』のトリビュート・アルバム『LAST DAYS tribute to Mr.K』に収録
- 友情のエール／YELL FROM NIPPON
- REAL DAYS - 映画『デスノート』のトリビュート・アルバム『DEATH NOTE TRIBUTE』に収録
- 木更津キャッツアイ feat.MCU「シーサイド・ばいばい」
- スピード - BUCK-TICKのトリビュート・アルバム『PARADE〜RESPECTIVE TRACKS OF BUCK-TICK〜』に収録
- TRICKSTER（The DUST'N'BONEZ） - ラップパートを担当。アルバム『ROCK'N'ROLL CIRCUS』に収録
- 1400km/h (feat.MCU) （CANTA） - 元聖飢魔IIのメンバーのアルバムにてラップパートを担当。アルバム『きらきら』に収録
- 虹 / KREVA MCU LITTLE SONOMI 小西真奈美 綿引さやか Micchiy JUMPEI 千晴 - オムニバスアルバム『monday night studio session』に収録
- ジェリー / 千晴 feat. MCU JUMPEI SONOMI - オムニバスアルバム『monday night studio session』に収録
- scent of you / MCU feat. SONOMI- オムニバスアルバム『monday night studio session』に収録
- BODY BLOW - いとうせいこうのトリビュート・アルバム『再建設的』に収録
- Rocket Queen feat. MCU（TEAM SHACHI） - カプコンのゲームロックマンのコラボ曲
- SURVIVOR SURVIVOR、MAMA、JIBUNGOTO（TEAM SHACHI） - アルバム『TEAM』に収録
- berangkat-ブランカ--THE BOOMのトリビュート・アルバム『THE BOOM 20th ANNIVERSARYSPECIAL BEST COVER』に収録
- 真夏の奇蹟 - THE BOOMからのサンプリング楽曲。配信リリースされた。
- 挑め Remix feat. MCU & LITTLE KREVA - シングル「挑め」に収録

### DVD
- A Peacetime MCU -ONE NIGHT STAND 2005.6.23- 2005年11月30日

## 出演歴

### 映画
- 2番目の彼女（2004年11月27日、内外出版社） - 有栖川道夫 役
- 明日の記憶（2006年5月17日、東映） - 馬場敏哉 役
- 木更津キャッツアイ ワールドシリーズ（2006年10月28日、アスミック・エース） - ミニミニオジー 役
- コナ・ニシテ・フウ（2008年2月9日、吉本興業） - タカシ 役
- 20世紀少年 最終章 ぼくらの旗（2009年8月29日、東宝） - コンサートの客 役

### ドラマ
- TRICK 新作スペシャル2（2010年5月15日、テレビ朝日） - 番頭 役

### ラジオ
- げんこつRADIO SHOW!（2007年1月6日、FMPORT）コメントのみ

### ゲーム
- ファミスタエボリューション（2018年8月2日、バンダイナムコエンターテインメント） - ナムコスターズえむしゆ 役
- JUDGE EYES:死神の遺言（2018年12月13日、セガゲームス） - シャルルの店員 役

### YouTube
- ハードオフクエスト（2023年7月7日〜、ハードオフコーポレーション） - メインMC

## 書籍
- TSUTAYAが発行しているフリーマガジン「VA」で「MCU ACT ON MY STYLE」というコラムを連載していた（2007年1月号にて最終回）。